# Municipio de Ozark (condado de Barton)
El municipio de Ozark (en inglés: Ozark Township) es un municipio ubicado en el condado de Barton en el estado estadounidense de Misuri. En el año 2010 tenía una población de 1078 habitantes y una densidad poblacional de 10,78 personas por km².

## Geografía
El municipio de Ozark se encuentra ubicado en las coordenadas 37°31′33″N 94°33′46″O / 37.52583, -94.56278. Según la Oficina del Censo de los Estados Unidos, el municipio tiene una superficie total de 99.98 km², de la cual 98,9 km² corresponden a tierra firme y (1,08 %) 1,08 km² es agua.

## Demografía
Según el censo de 2010, había 1078 personas residiendo en el municipio de Ozark. La densidad de población era de 10,78 hab./km². De los 1078 habitantes, el municipio de Ozark estaba compuesto por el 95,27 % blancos, el 0,37 % eran afroamericanos, el 1,48 % eran amerindios, el 0,09 % eran asiáticos, el 0,09 % eran de otras razas y el 2,69 % eran de una mezcla de razas. Del total de la población el 1,58 % eran hispanos o latinos de cualquier raza.